# Toszek
Toszek ['tɔʃɛk] (deutsch Tost) ist eine Stadt mit etwa 3500 Einwohnern im Powiat Gliwicki (Landkreis Gleiwitz) der Woiwodschaft Schlesien in Polen. Sie ist zugleich Sitz der Stadt- und Landgemeinde Toszek.

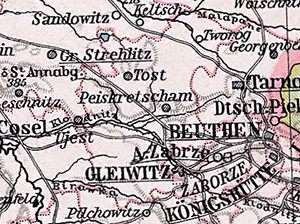
Tost nördlich von Gleiwitz auf einer Landkarte von 1905

## Geographie

### Lage
Die Stadt liegt im mittleren Oberschlesien zwischen den Städten Strzelce Opolskie (Groß Strehlitz) und Pyskowice (Peiskretscham) sowie nördlich von Gleiwitz auf 268 m ü. NHN.
Nachbarorte sind Pisarzowice (Schreibersort), Boguszyce (Boguschütz), Pawłowice (Pawlowitz), Płużniczka (Klein Pluschnitz), Sarnów (Sarnau), Kotliszowice (Kottlischowitz) und Wilkowiczki (Klein Wilkowitz).

### Stadtgliederung
Zu Toszek gehört der Stadtteil Oracze (Oratsche).

## Geschichte
Die Burg Tost, die oberhalb der Stadt auf einem nach drei Seiten abfallenden Berg des oberschlesischen Muschelkalkrückens liegt, wurde vermutlich von Herzog Boleslaus I. gegründet, der dem Zweig der Schlesischen Piasten entstammte. Unterhalb der Burg verlief die Hohe Straße von Breslau über Oppeln nach Krakau. Die Burg war Sitz einer Kastellanei, die erstmals für das Jahr 1245 nachgewiesen ist, während ein Kastellan schon 1222 erwähnt wurde. Die vermutlich zur Kastellanei gehörende Peterskirche bestand bereits 1201, als sie von Papst Innozenz III. dem Breslauer Prämonstratenserstift St. Vinzenz bestätigt wurde. Neben der Burg bestand eine slawische Burgsiedlung, die zusammen mit dem Oppelner Land 1202 an Herzog Mieszko von Ratibor gelangte. Dessen Sohn Mieszko II., der 1246 starb, bestimmte die Toster Burg als Wittum seiner Frau Judith/Jutta. 1264 wurde das Patronat über die baufällig gewordene Peterskirche vom Breslauer Vinzensstift an den Bischof von Breslau übertragen. Vermutlich um das Jahr 1300 wurde Tost deutschrechtlich umgesetzt, da für das Jahr 1309 ein Vogt von Tost belegt ist.
Nach dem Tod des Oppelner Herzogs Wladislaus I. 1281 gelangte Tost an das neu gegründete Herzogtum Beuthen, dessen erster Herzog Kasimir II. war. Er wandte sich schon zu Beginn seiner Regentschaft politisch Böhmen zu und huldigte als erster schlesischer Herzog bereits am 10. Januar 1289 in Prag freiwillig dem böhmischen König Wenzel II. Gleichzeitig übernahm er mit Zustimmung seiner Söhne sein Land als Lehen der Krone Böhmen. Er gliederte aus dem Herzogtum Beuthen das Gebiet von Tost für den ältesten Sohn Boleslaus aus, der bereits 1304 als Herzog von Tost titulierte und Bischof von Gran war. Nach dessen Tod erbte das Herzogtum Tost sein Bruder Wladislaus, Herzog von Cosel, der es wiederum mit dem Herzogtum Beuthen verband. Er erkannte die Lehnsherrlichkeit König Johanns von Böhmen an und nahm von ihm am 18. Februar 1327 zu Troppau Cosel, Beuthen, Tost, Peiskretscham und Slawentzitz (Landkreis Cosel) zu Lehen für sich, seine Söhne und seine Brüder Ziemovit und Georg.
Nach dem Erlöschen des Beuthener Zweigs der Schlesischen Piasten 1355 gelangte Tost nach einem langwierigen Erbstreit 1357 an das Herzogtum Teschen, mit dem es bis 1484 verbunden blieb. Herzog Boleslaus I. von Teschen residierte zeitweise in Tost. Am 17. Mai 1464 war Herzog Przemislaus (Przemko) von Tost in Krakau bei der Taufe der von der polnischen Königin Elisabeth anderthalb Wochen zuvor geborenen Prinzessin Sofia zugegen. 1497 gelangte Tost an den Oppelner Herzog Johann II., mit dem der Oppelner Zweig der Schlesischen Piasten 1532 erlosch. Zusammen mit Oppeln fiel Tost als erledigtes Lehen an die Krone Böhmen, die seit 1526 von den Habsburgern regiert wurde. 1536 verlieh der römisch-deutsche König und spätere Kaiser Ferdinand I. in seiner Eigenschaft als König von Böhmen Tost das Stadtrecht. Für dieses Jahr sind im Stadturbar 86 Bürger verzeichnet. Unter den damaligen Handwerkern befanden sich 26 Schuhmacher und vier Leineweber. 1557/58 verpfändete Ferdinand I. Tost zusammen mit Peiskretscham und acht Dörfern an den Freiherrn Friedrich von Redern und dessen Sohn Hans Georg. Ihnen folgten 1586 deren Verwandte Freiherrn von Redern auf Groß Strehlitz, denen der böhmische König Rudolf II. die Stadt 1593 verkaufte und in deren Besitz sie bis 1637 verblieb. Von 1638 bis 1707 und nochmals von 1752 bis 1759 war die Herrschaft Tost-Peiskretscham im Besitz der Grafen Colonna, die sich Verdienste um den Aufbau der oberschlesischen Montanindustrie erwarben. Weitere Besitzer waren 1718–1752 Graf Franz Kottulinsky, 1759–1791 die Grafen Friedrich Wilhelm und August Wilhelm Sigismund von Posadowsky, denen Joseph von Eichendorffs Vater Adolph Freiherr von Eichendorff folgte. Er musste die Herrschaft 1797 an die Grafen Gaschin veräußern, denen 1841 die Familie von Guradze folgte, die bis 1945 im Besitz der Burg Tost blieb.
Nach dem Ersten Schlesischen Krieg fiel Tost 1742 wie fast ganz Schlesien an Preußen. Am 29. März 1811 brannte die Burg Tost ab und blieb als Ruine erhalten. Nach der Neugliederung Preußens gehörte Tost seit 1815 zur Provinz Schlesien und bildete zusammen mit Gleiwitz den Landkreis Tost-Gleiwitz.
Tost wurde mehrmals durch Brände vernichtet, zuletzt 1833, als das Feuer nur wenige Gebäude, unter ihnen die Pfarrkirche St. Katharina, verschonte. Von wirtschaftlicher Bedeutung waren in älterer Zeit eine 1764 entstandene Papierfabrik und eine Glashütte. 1830 wurde die Chaussee von Tost nach Peiskretscham erbaut. In neuer Zeit befanden sich in Tost je eine Brauerei, Brennerei, Mälzerei, ein Sägewerk und eine Mühle. Am 1. Juli 1874 erschien erstmals die Zeitung „Toster Stadtblatt“, das auch die amtlichen Bekanntmachungen des Magistrats enthielt. 1878/80 erhielt Tost Eisenbahnanschluss an der Strecke Oppeln–Tost–Beuthen. Am Anfang des 20. Jahrhunderts hatte Tost eine evangelische Kirche, zwei katholische Kirchen, eine Synagoge, die Psychiatrische Klinik („Provinzialirrenanstalt“) und das Amtsgericht Tost.
Bei der Volksabstimmung in Oberschlesien am 20. März 1921 stimmten 1348 Wahlberechtigte (86,0 % der abgegebenen Stimmen) für einen Verbleib bei Deutschland, 217 für Polen (13,8 %). Die Wahlbeteiligung betrug 97,4 %. Bei der Abstimmung am 3. September 1922 stimmten 1.033 Personen für einen Verbleib Oberschlesiens im Staat Preußen und 75 Personen für einen eigenständigen Staat Oberschlesien innerhalb des Deutschen Reichs. Am 1. April 1926 wurde die Gemeinde Oratsche nach Tost eingemeindet.
Am 10. November 1938 wurde gegen 2 Uhr in der Nacht die Synagoge von Tost zerstört. Während dieser Novemberpogrome wurden auch drei Geschäfte jüdischer Inhaber demoliert und einige Juden deportiert. 14 weitere Juden aus Tost wurden im Mai und Juni deportiert.
Im Jahr 1945 gehörte Tost zum Landkreis Tost-Gleiwitz im Regierungsbezirk Kattowitz im Gau Oberschlesien des Deutschen Reichs. Nach Ende des Zweiten Weltkrieges wurde Tost, das in den letzten Kriegstagen erheblich zerstört wurde, wie fast ganz Schlesien von der sowjetischen Besatzungsmacht unter polnische Verwaltung gestellt. Die Polen führten für Tost die Ortsbezeichnung Toszek ein. Ein Teil der deutschen Bevölkerung wurde in der Folgezeit von der örtlichen polnischen Verwaltungsbehörde vertrieben, es verblieb bis heute jedoch eine aktive deutsche Minderheit.
Von 1945 bis 1950 gehörte die Stadt zur Woiwodschaft Schlesien, danach bis 1998 zur Woiwodschaft Katowice. Seit 1999 gehört es der neu gebildeten Woiwodschaft Schlesien an. Die Reste der 1938 zerstörten ehemaligen Synagoge aus dem 19. Jahrhundert wurden in den 1960er-Jahren abgetragen.

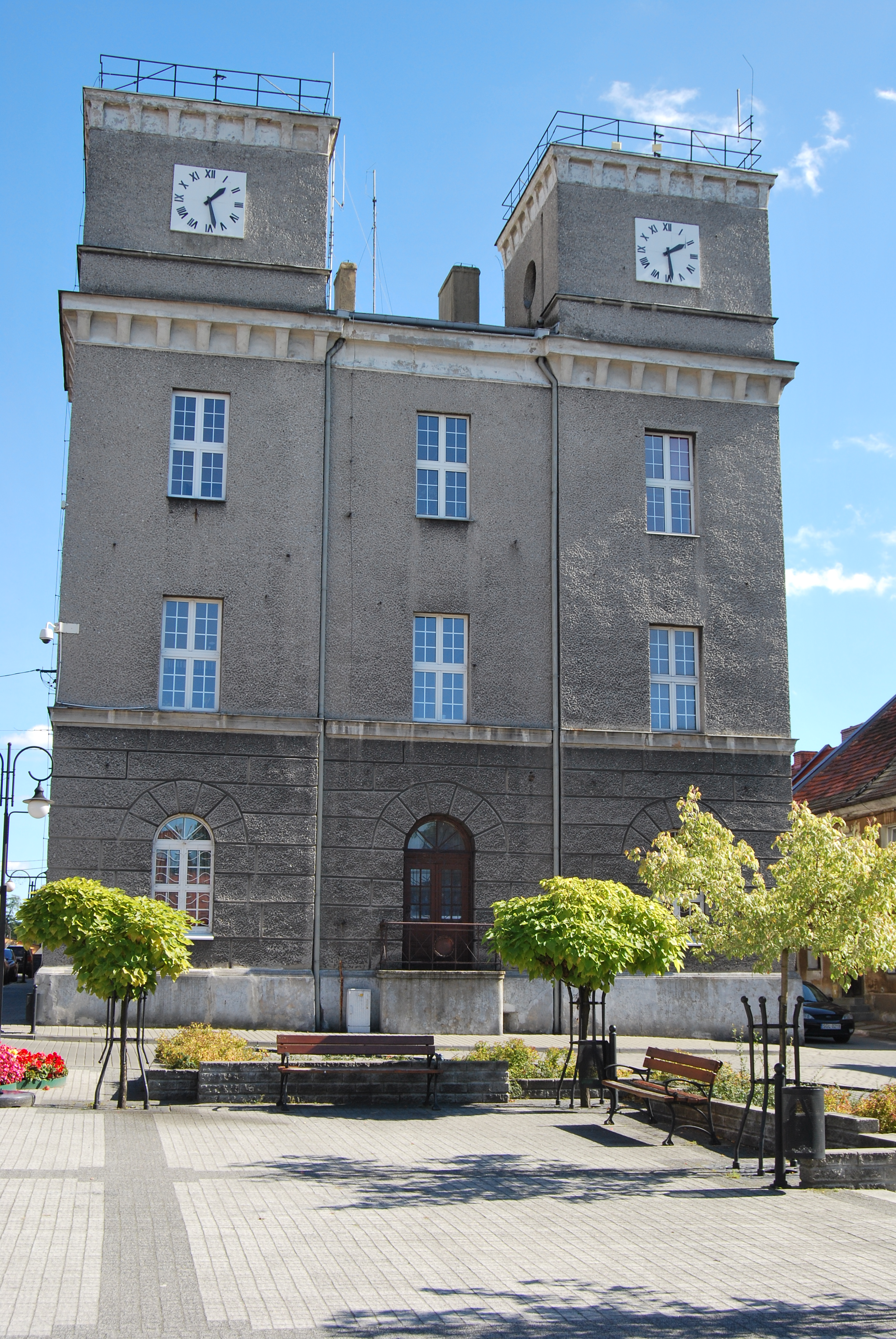
Rathaus
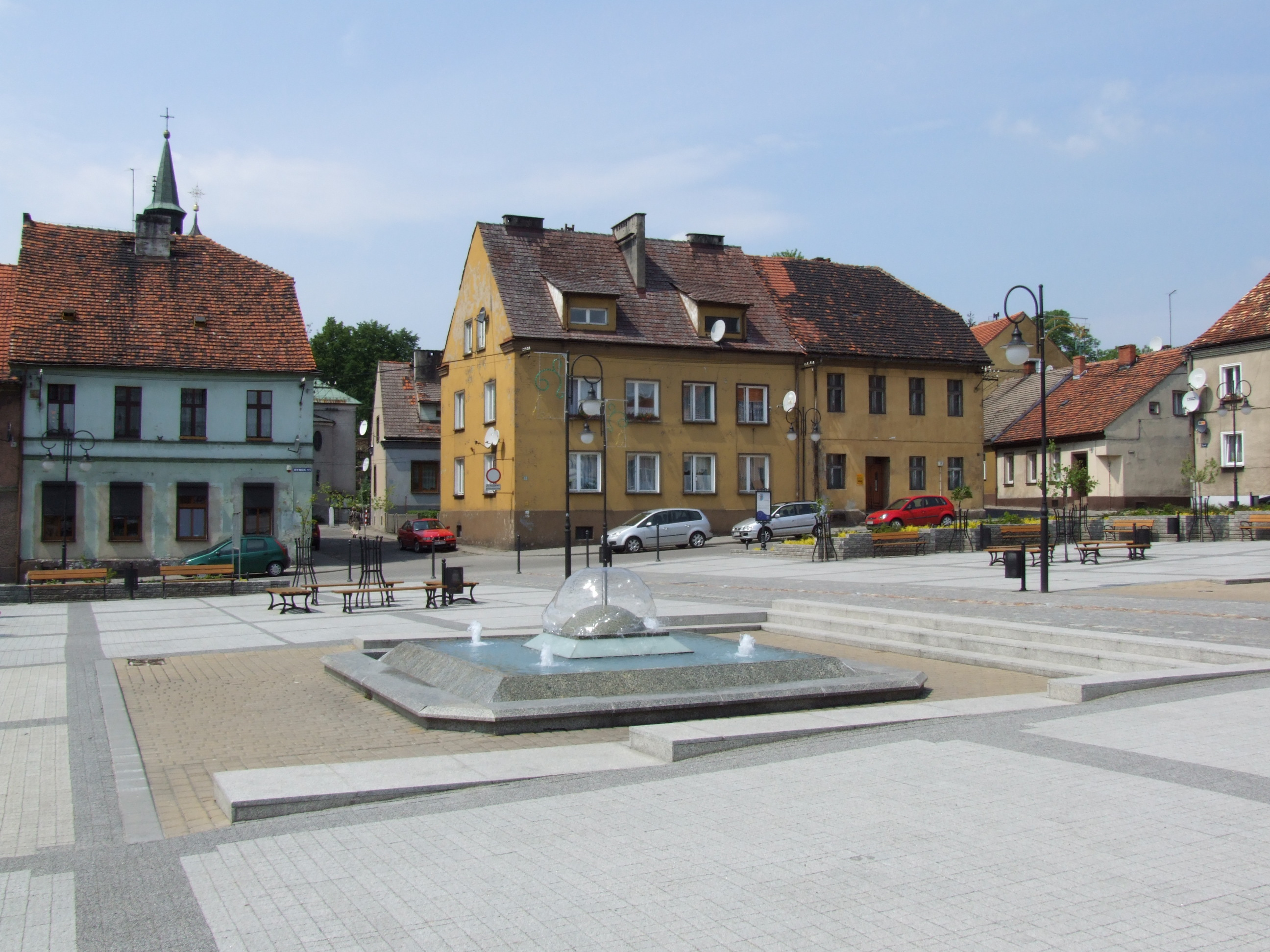
Ring
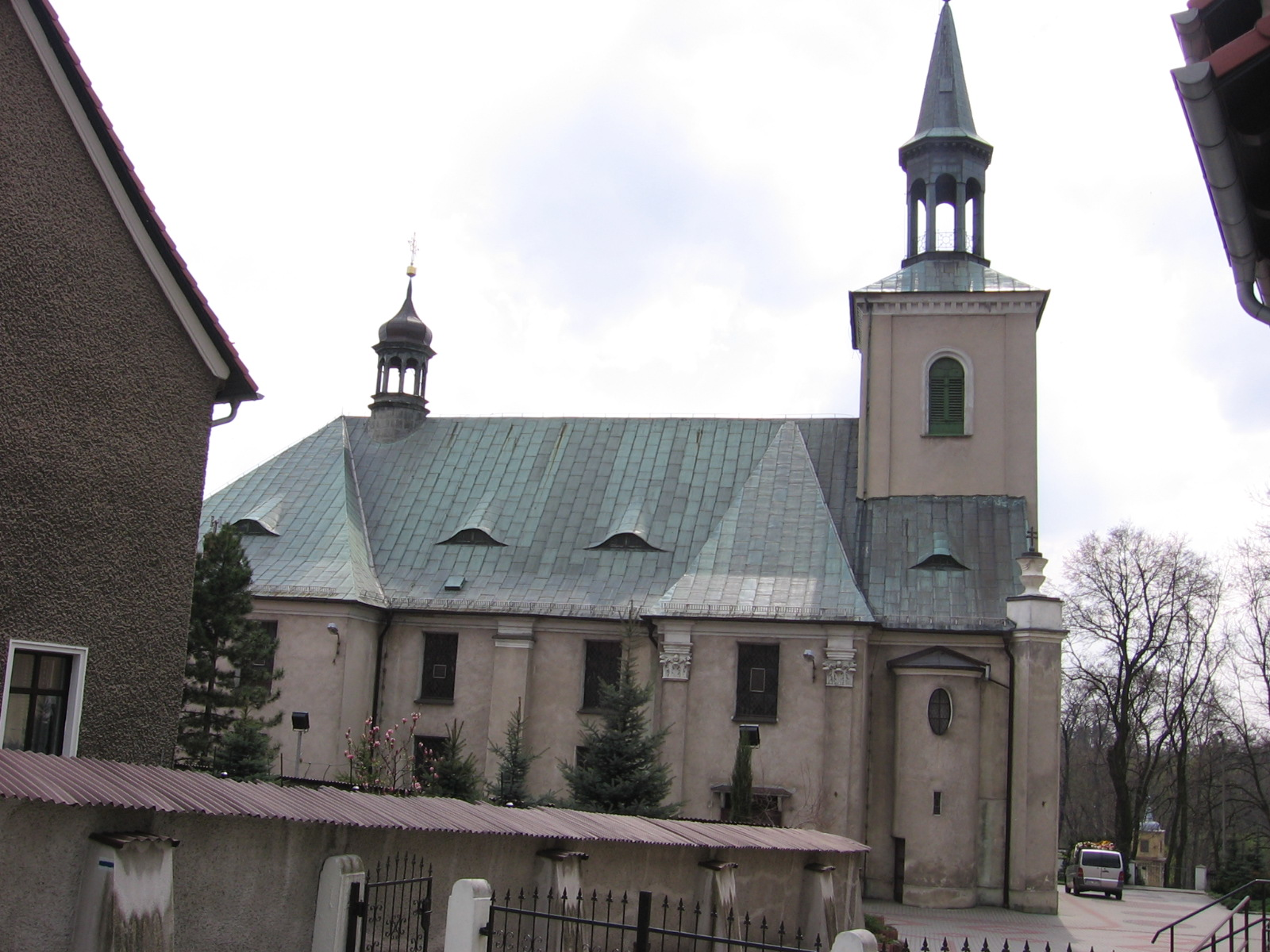
Katharinenkirche
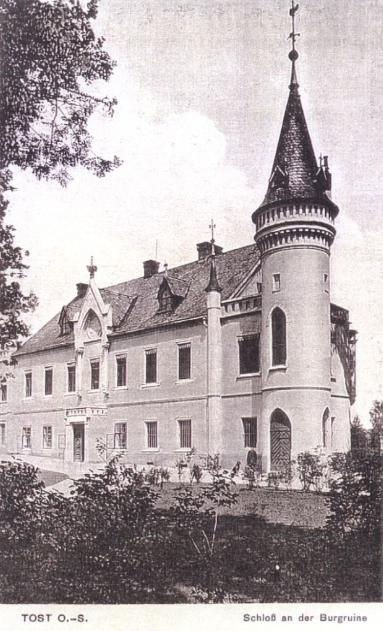
Ehemaliges Schloss Tost
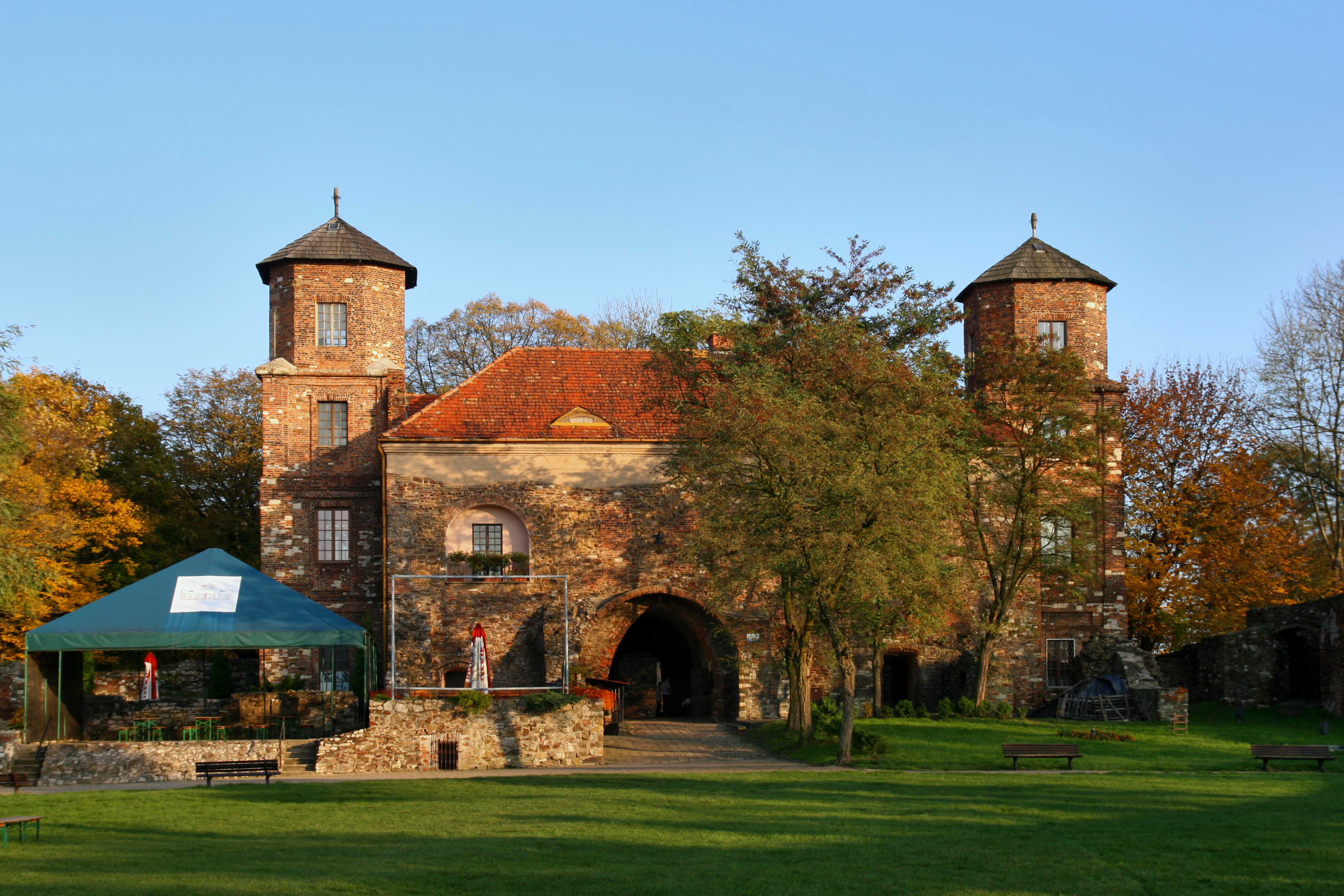
Burg Toszek

### Demographie
| Jahr | Einwohnerzahl | Anmerkungen |
| ---- | ------------- | --- |
| 1781 | 0659          | [ 7 ] |
| 1794 | 0696          | [ 7 ] |
| 1800 | 0687          | [ 7 ] |
| 1811 | 0859          | [ 7 ] |
| 1816 | 0874          | [ 7 ] [ 8 ] |
| 1825 | 1028          | darunter 41 Evangelische, 130 Juden |
| 1840 | 1483          | davon 41 Evangelische, 1261 Katholiken, 181 Juden |
| 1843 | 1598          | davon 49 Evangelische, 1335 Katholiken, 214 Juden |
| 1852 | 1718          | [ 7 ] |
| 1855 | 1694          | Zivileinwohner |
| 1861 | 1769          | Zivileinwohner, davon 99 Evangelische, 1512 Katholiken, 158 Juden                                                                                     |
| 1867 | 1969          | am 3. Dezember |
| 1871 | 1767          | am 1. Dezember, davon 117 Evangelische, 1479 Katholiken, 171 Juden; nach anderen Angaben 1775 Einwohner, davon 80 Evangelische, 160 Juden (900 Polen) |
| 1905 | 2414          | meist Katholiken |
| 1910 | 2529          | mit Schloss und Gutsbezirk (106 Personen) |
| 1933 | 3502          | [ 14 ] |
| 1939 | 3623          | [ 14 ] |

| Jahr | Einwohner |
| ---- | --------- |
| 1995 | 5171      |
| 1999 | 5063      |
| 2002 | 4328      |
| 2008 | 3553      |

## NS-Internierungslager in Tost/Toszek während des Zweiten Weltkriegs

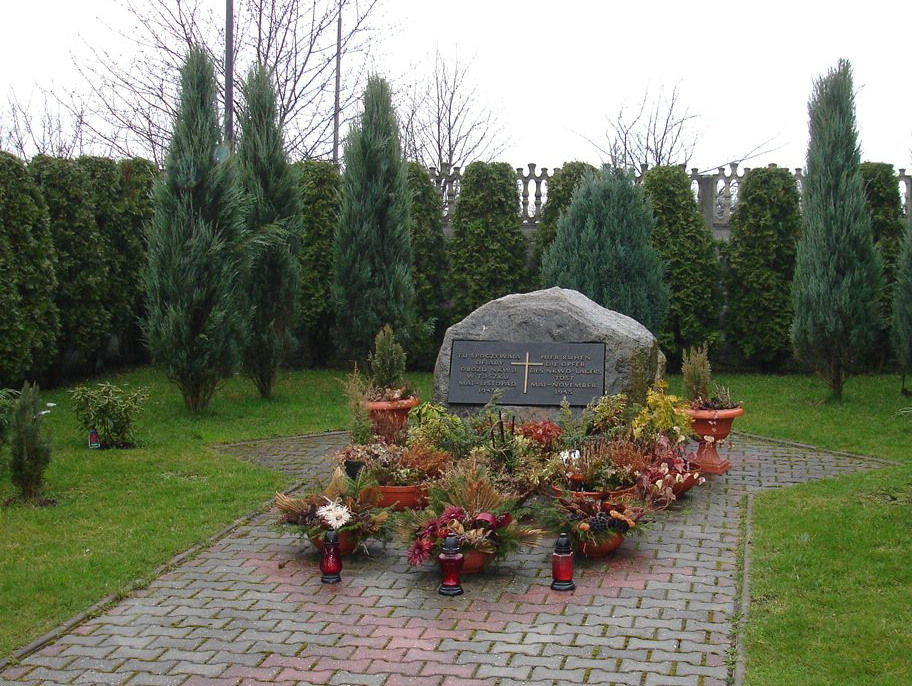
Gedenkstätte am Massengrab der Opfer des NKWD-Internierungslagers

Während des Zweiten Weltkrieges befand sich in Tost ein Internierungslager. Englische Zivilisten, die zuvor in den Niederlanden im Lager Schoorl interniert waren, wurden am 3. September 1940 nach Tost verlegt. Dazu gehörten unter anderem der Komponist, Musiker und Musikpädagoge William Hilsley und der Schriftsteller P. G. Wodehouse, von dem in diesem Zusammenhang der Ausspruch überliefert ist: „Wenn das Oberschlesien ist, fragt man sich, was Niederschlesien sein muss ...“ William Hilsley hat seine Internierung in Tost in einem Tagebuch festgehalten und das 1999 zusammen mit viel Bildmaterial veröffentlicht. In einem ebenfalls reich bebilderten Bericht über den in Tost internierten Tom Sarginson wird die frühere Irrenanstalt von Tost („a former lunatic asylum“) als Sitz des Internierungslagers genannt. Zu dieser Irrenanstalt, besser bekannt als Landespflegeanstalt, merkt Alan Posener im Zusammenhang mit dem Aufenthalt von Wodehouse in Tost und dessen Erinnerungen an diese Zeit an:

„Wodehouse scheint sich nie gefragt zu haben, wo die Insassen abgeblieben seien. Andere Gefangene brachten das allerdings in Kenntnis und haben darüber nach dem Krieg berichtet. Einige waren als Zwangsarbeiter beschäftigt und waren offensichtlich für die Vernichtung durch Arbeit vorgesehen. Die britischen Gefangenen, die ihnen bei Arbeitseinsätzen begegneten, steckten den ausgemergelten, bettelnden Gestalten zuweilen Brot zu. Ein Großteil der Insassen jedoch war der ‚Euthanasieaktion‘ T4 zum Opfer gefallen. Selbst Wodehouse hätte wohl anders über die Eskapaden und Absurditäten der britischen Gefangenen geschrieben, wenn er gewusst hätte, in wessen Betten sie schliefen. Aber er wollte es wohl nicht wissen. Den Wunsch nach Blindheit muss man nicht verurteilen; er war und ist verbreitet. Aber man sollte ihn nicht verschweigen.“

Im Mai 1945 errichtete das NKWD in der ehemaligen Irrenanstalt Tost das NKWD-Lager Tost. Von den etwa 5.000 internierten Deutschen überlebten 3.000 die unmenschlichen Bedingungen nicht. Im Dezember 1945 wurde das Lager aufgelöst.

## Politik

### Städtepartnerschaften
- Gemeinde Hohenau

### Wappen
Das Wappen zeigt in der linken Spalte einen schwarzen Schlüssel mit halben Griff und daneben einen sechsstrahligen roten Stern auf weißem Grund. In der rechten Spalte befindet sich ein halber goldener oberschlesischer Adler auf blauem Grund.

## Sehenswürdigkeiten und Bauwerke

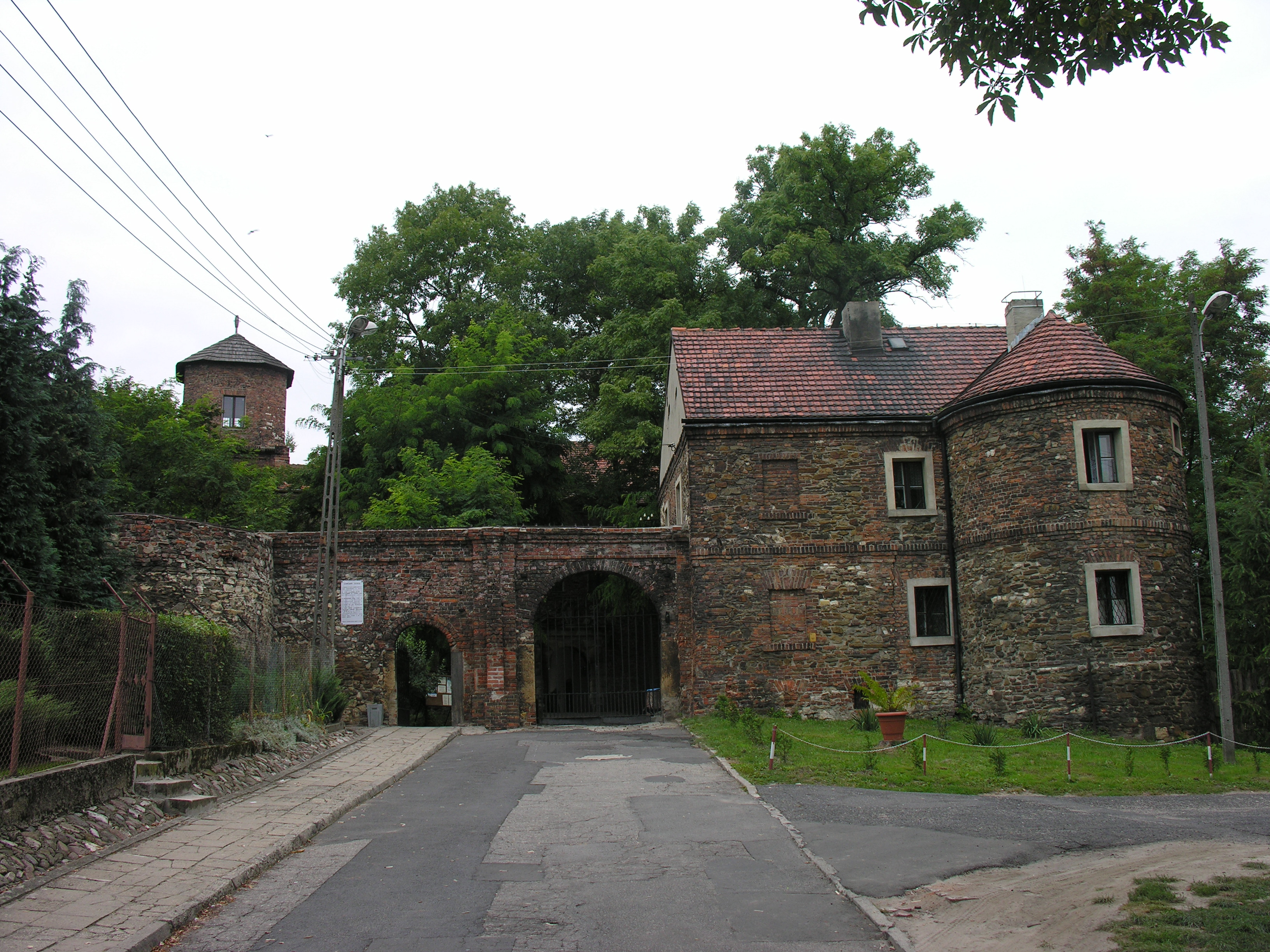
Torhaus vor der Burg

- Ruine der gotischen Burg aus dem späten 14. Jahrhundert.
- Die barocke Pfarrkirche St. Katharina entstand um 1450 im spätgotischen Stil. 1713/14 wurde sie als Stiftung des Johann Dittrich von Peterswald barock umgestaltet.
- Die spätbarocke Friedhofskirche St. Barbara wurde zwischen 1720 und 1750 als Stiftung des Grafen Franz von Kottulinsky errichtet und nach einem Brand 1849 wiederaufgebaut. Der spätbarocke Hauptaltar enthält das Gemälde Martyrium der hl. Barbara.
- Das klassizistische Rathaus wurde nach dem Brand von 1833 drei Jahre später neu errichtet.
- Nepomuksäule, Statue des Heiligen Johann von Nepomuk auf dem Ring, 1706 aufgestellt
- Ring mit klassizistischen Wohnhäusern
- Das Haus der Schützengilde
- Gedenkstein und Gedenkstätte für die Opfer des NKWD-Lagers[22]
- Maria-Magdalena-Kapelle
- Jüdischer Friedhof
- Die Fasanerie, ein kleines Wäldchen mit Lehrpfad

## Verkehr
Durch Toszek verlaufen die Woiwodschaftsstraße 907 von Niewiesze nach Wygoda und die Landesstraße 94 von Krzywa nach Krakau.
Der Bahnhof Toszek liegt an der Bahnstrecke Bytom–Wrocław. Der nicht mehr im Personenverkehr betriebene Bahnhof Toszek Północ liegt am Abzweig der Bahnstrecke Toszek–Rudziniec Gliwicki von der Bahnstrecke Pyskowice–Lubliniec.

## Persönlichkeiten
- Carl Leonhard Samuel Colonna von Fels (1674–1752), schlesischer Adliger, Landesältester der Fürstentümer Oppeln-Ratibor, k. k. Kämmerer
- Philipp Graf Colonna (1755–1807), schlesischer Großgrundbesitzer und Industrieller
- Jonas Graetzer (1806–1889), Mediziner
- Max Foitzick (1836–1906), Berghauptmann in Wettin
- Louis Levin (1865–1939), Jurist
- Josef Neumann (1883–1945), Volkswirt und Politiker (DVP)
- Ludwig Guttmann (1899–1980), Neurologe, Begründer der Paralympischen Spiele
- Hans-Klaus Langer (1903–1987), Komponist